# Maïné-Soroa (departament)
Maïné-Soroa – departament w południowo-wschodnim Nigrze, w regionie Diffa. Zajmuje powierzchnię 16 338 km². W 2011 roku zamieszkiwany był przez 202 534 mieszkańców. Siedzibą administracyjną jest miasto Maïné-Soroa.

## Położenie
Departament graniczy z:
- regionem Zinder na północy i zachodzie,
- departamentami Diffa i N’Guigmi na wschodzie,
- Nigerią na południu.

## Podział administracyjny
Departament tworzą 4 gminy (communes): gmina miejska Maïné-Soroa i 3 gminy wiejskie.
| Gmina       | Liczba mieszk. |
| ----------- | -------------- |
| Maïné-Soroa | 94 074         |
| Foulatari   | 4 247          |
| Goudoumaria | 102 800        |
| N’Guelbety  | 1 413          |

## Demografia
Od 2001 roku następowały następujące zmiany liczby ludności departamentu Maïné-Soroa:
| Rok             | 2001    | 2010    | 2011    |
| Liczba ludności | 143 397 | 195 928 | 202 534 |

W 2011 roku mieszkańcy departamentu stanowili 41,4% ogólnej liczby mieszkańców regionu i 1,29% populacji kraju. W strukturze płci mężczyźni stanowili 51% (103 199), kobiety 49% (99 335).